# Difficult to Cure
Difficult to Cure je páté studiové album britské rockové skupiny Rainbow. Jeho nahrávání probíhalo ve studiu Sweet Silence Studios v dánské Kodani a o produkci se staral baskytarista skupiny Roger Glover. Album vyšlo v únoru 1981 u vydavatelství Polydor Records. Jde o první album skupiny, na kterém zpívá Joe Lynn Turner. Autorem obalu je Hipgnosis.

## Seznam skladeb
| Pořadí         | Název                                        | Autor                                       | Délka |
| -------------- | -------------------------------------------- | ------------------------------------------- | ----- |
| 1.             | I Surrender                                  | Russ Ballard                                | 4:10  |
| 2.             | Spotlight Kid                                | Ritchie Blackmore, Roger Glover             | 5:04  |
| 3.             | No Release                                   | Blackmore, Glover, Don Airey                | 5:42  |
| 4.             | Magic                                        | Brian Moran                                 | 4:15  |
| 5.             | Vielleicht Das Nächste Mal (Maybe Next Time) | Blackmore, Airey                            | 3:23  |
| 6.             | Can't Happen Here                            | Blackmore, Glover                           | 5:09  |
| 7.             | Freedom Fighter                              | Joe Lynn Turner, Blackmore, Glover          | 4:28  |
| 8.             | Midtown Tunnel Vision                        | Turner, Blackmore, Glover                   | 4:44  |
| 9.             | Difficult to Cure (Beethoven's Ninth)        | Beethoven, arr. by Blackmore, Glover, Airey | 5:58  |
| Celková délka: | Celková délka:                               | Celková délka:                              | 42:53 |

## Obsazení
- Joe Lynn Turner – zpěv
- Ritchie Blackmore – kytara
- Don Airey – klávesy
- Roger Glover – baskytara, perkuse
- Bobby Rondinelli – bicí